# Libeisaygahun
Libeisaygahun es un municipio (chiefdom) del distrito de Bombali en la provincia del Norte, Sierra Leona, con una población con una población censada en diciembre de 2015 de 16 199 habitantes.
Se encuentra ubicado al norte del país, cerca de la frontera con República de Guinea.